# 措麦寺
措麦寺，藏语全称“措麦平措林”，位于西藏自治区拉萨市堆龙德庆县马乡措麦村，是一座藏传佛教寺院。

## 简介
措麦寺位于堆龙德庆县马乡措麦村，北依青藏铁路及青藏公路，所在地三面环山，距堆龙德庆县城大约40公里。该寺据说由松赞干布于7世纪创建。一说创建时间为650年。西藏佛教后弘期卫藏十大学者之一的鲁梅·楚臣喜饶曾在该寺召集僧人举办佛教活动。后来，该寺由嘎巴·夏加旺秋大规模扩建。该寺现存的殿堂多为近代重修。
21世纪初，该寺占地面积约3000平方米，寺内藏有许多贝叶经以及七世达赖撰写的僧人守则。2009年，该寺被列入西藏自治区文物保护单位。2009年，该寺自筹资金兴建了千盏酥油灯供房。其间，该寺管理委员会在此建筑的选址及兴建等方面征求堆龙德庆县消防部门意见，并用铁皮包制了木制香炉，将原设在二层与经堂连接的厨房迁至寺庙大院内，以降低火灾风险。
2000年代，堆龙德庆县人民政府先后投入4万元人民币的专项资金，在措麦寺兴建消防水池，并为该寺配备各种消防器材。2012年，堆龙德庆县实施了顶嘎寺、邱桑寺、其美龙寺、热果寺、措麦寺、乃朗寺、楚布寺、觉木隆寺8座寺院管理委员会综合用房建设工程，以及顶嘎寺、常乃寺、巴普寺、尼玛塘寺、桑古寺5座寺院的公路（桥涵）通达工程。